# قجرآباد
قجرآبادروستایی در دهستان جوقین بخش جوقین شهرستان شهریار ایران است. منطقه ای بسیار خوش آب و هوا دارای باغات عالی و میوه های صادراتی به سراسر کشور و درختان فراوانی است. قجرآباد روستایی در نزدیکی وحیدیه شهریار است. این روستا با مرکز شهر فاصله ی ۱۰ کیلومتری دارد.

## جمعیت
قجرآباد دارای ۲۶۹ خانوار بوده که جمعیت کل آن ۸۶۰ نفر می‌شود. از این جمعیت ۴۳۹ نفر مرد و ۴۲۱ نفر زن هستند.
اکثر ساکنین این روستا به شغل کشاورزی و دامپروری می‌پردازند که محصولات کشاورزی این روستا سردرختی مانند گوجه سبز و زردآلو شابلون گیلاس و آلبالو و انگور و... می‌باشد .

## راه های ارتباطی
قجرآباد با روستاهای یبارک، بکه، مهرآذین، مجاورت داشته و از طریق یبارک، کردامیر و بردآباد با شهریار ارتباط دارد و از طرف مهرآذین به قشلاق و شهر ملارد و سپس به کرج مرتبط می‌گردد. اخیراً با ساخته شدن بلوار امام حسین، دسترسی قجر آباد در مسیر، یبارک - شهرک جعفریه - شهریار بسیار آسان شده‌است و احداث این بلوار تاثیر مستقیم بر تغییرات جغرافیای منطقه خواهد داشت. 